# Лазар Вучковић
Лазар Вучковић (Горње Село, код Призрена, 1937 — Охридско језеро, 26. август 1966) био је српски песник са Косова и Метохије.

## Биографија
Одрастао је у Горњем Селу, код Средске, на обронцима Шар-планине, где је завршио основну школу. Гимназију учио у Урошевцу. Био је новинар и репортер листа „Јединство“ у Приштини. Један је од првих српских послератних песника на Косову и Метохији. Писао је и приче и поетизоване репортаже за лист Јединство. Прве радове објавио је у „Јединству“ и часопису „Стремљења“, „Омладини“, „Младости“, „Сусретима“, Jeta e re, Rilindja.
Утопио се у Охридском језеру заједно са црногорским песником Блажом Шћепановићем, учествујући на Струшким вечерима поезије, лета 1966, када се преврнуо чамац у коме су били још и Оскар Давичо и Фахредин Гунга, албански песник с Косова и Метохије. Нађени су на дну језера загрљени. Лазар и Блажо нису знали да пливају.
Септембра 1969. године у његовом родном месту Горњем Селу, у Средачкој жупи, откривена је биста (рад академског вајара Светомира Арсића Басаре), а идуће 1970. године одржани први песнички Сусрети „Лазар Вучковић“ и часопис „Стремљења“ почео да додељује књижевну Награду „Лазар Вучковић“ за најбоље стихове објављене на његовим страницама.
На Божић 2014. године украдена је биста са споменика Лазару Вучковићу који је подигло Јединство на гробљу у Горњем Селу, песниковом родном месту. Нова песникова биста, рад истог вајара Светомира Арсића Басаре, постављена је 19. маја 2021. године, на истом месту, на гробљу у Горњем Селу, али и у дворишту Дома културе у Грачаници, овог пута као донација новинара, књижевника и управника Дома културе у Грачаници Живојина Ракочевића, од средстава новинарске награде „Александар Тијанић” коју је добио 2019. године.

## Дела
- Додир лета, поезија (заједно са Радославом Златановићем и Божидаром Милидраговићем), Јединство, Приштина, 1962.
- Изгубљено море, поезија, Јединство, Приштина, 1966,
- Vjersha (Стихови), поезија (на албанском језику заједно са Радетом Николићем и Радославом Златановићем), Rilindja, Приштина, 1966;
- Поезија (сабране песме), Јединство, Приштина, 1976,
- Проза (сабране приче, репортаже и критика), Јединство, Приштина, 1977,
- Песме (изабрана поезија са критичким поговором проф. др Новице Петковића), БИГЗ - Јединство, Београд – Приштина, 1986,